# Murtaz Khurtsilava
Murtaz Kalistratovich Khurtsilava ou apenas Murtaz Khurtsilava - respectivamente, em russo, Муртаз Калистратович Хурцилава e, em georgiano, მურთაზ ხურცილავა (Bandza, 5 de janeiro de 1943) - é um ex-jogador e técnico de futebol georgiano.

## Carreira

### Clubes
Por clubes, jogou praticamente toda a carreira em apenas um, o Dínamo Tbilisi, de 1961 a 1975 - pararia de jogar no ano seguinte, no Torpedo Kutaisi. Em seu segundo ano, participou do grupo que levou o Dínamo ao terceiro lugar no campeonato soviético, a melhor colocação de um clube georginao até então. Quando o Dínamo finalmente conquistou o título, em 1964, Khurtsilava teve participação pouco ativa devido a lesões. Entretanto, seria um talismã nas próximas campanhas da equipe, que chegaria novamente em terceiro em 1967, 1969, 1971 e 1972. A boa fase do clube nos anos 60 já havia credenciado jogadores da equipe à Seleção Soviética. Khurtsilava teria sua primeira chance em 1965, sendo chamado para a Copa do Mundo de 1966 e para a Eurocopa de 1968. 

## Seleção
Na Copa de 1970, o defensor era o capitão da seleção da URSS - o primeiro e um dos únicos georgianos na tarefa (apenas Aleksandre Chivadze igualaria, mais tarde) - antes mesmo de sê-lo no Dínamo (o que aconteceria a partir do ano seguinte, até deixar o clube). Jogaria pela União Soviética até 1973, a tempo de ser vice-campeão da Eurocopa de 1972 e, no mesmo ano, receber o bronze nos Jogos Olímpicos de Munique. 

## Como treinador
Como técnico, treinou o Dínamo e também foi assistente, justamente de Chivadze, na comissão técnica da Seleção da Geórgia, esta de 2001 a 2003. Foi eleito o melhor jogador georgiano dos 50 anos da UEFA, nos Prêmios do Jubileu da entidade, em 2004.

## Ligações Externas
artigo da UEFA sobre o premiado georgiano nos Prêmios do Jubileu